# エリ (琵琶湖)

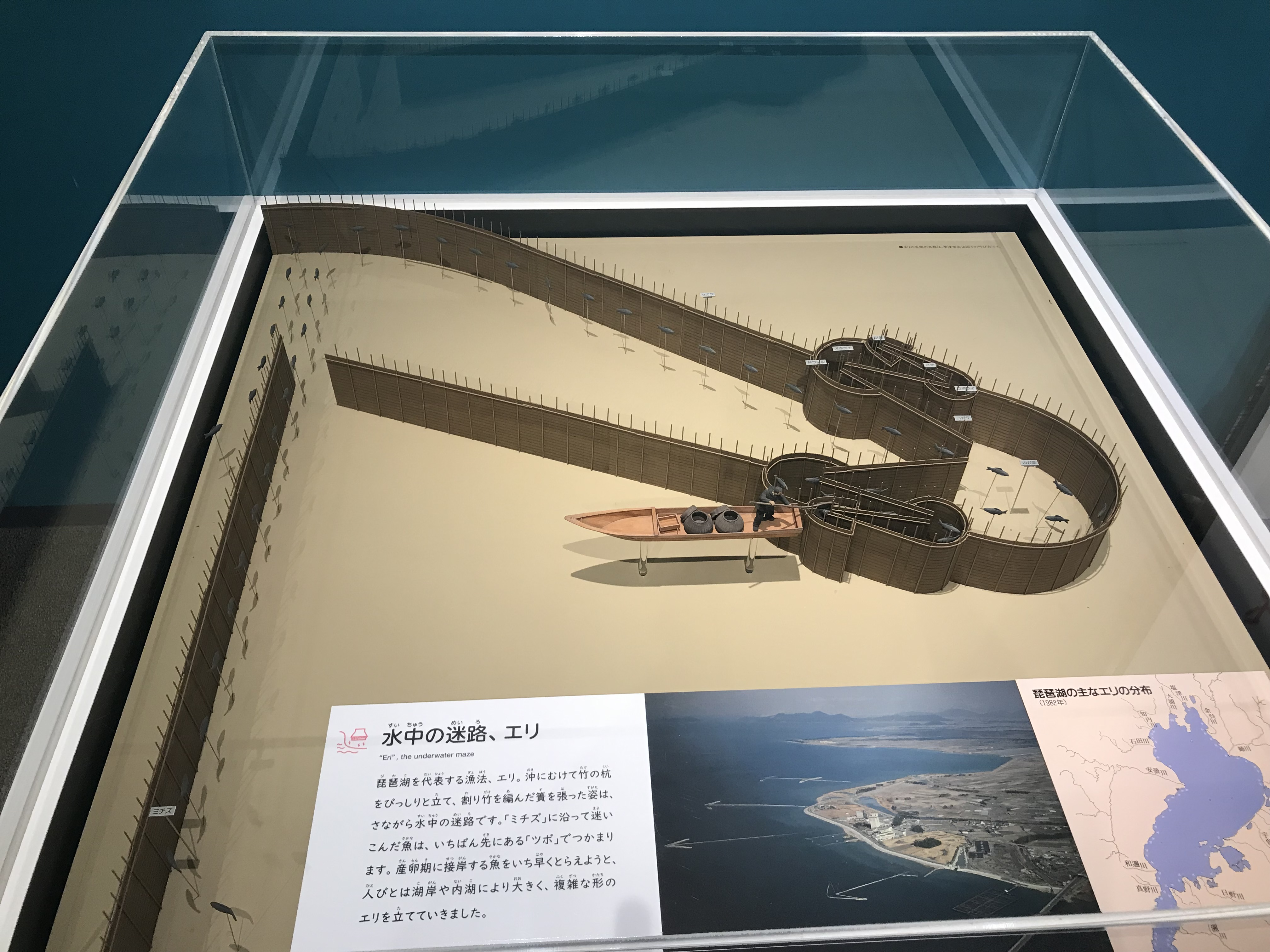
湖エリの模型。琵琶湖博物館展示

エリとは、回遊する魚が障害物に当たるとそれに平行に泳ぐ習性を利用して迷路状の網に誘導し、その最深部にある捕魚部に迷い込んだところをタモ網などで掬い上げるエリ漁に用いる漁具である。エリには国字の魞が当てられるが、かつては江利と書くこともあった。
このような漁具は迷入陥穽漁具と呼ばれモンスーンアジア地域で広く用いられている。日本に限っても北は猪苗代湖から南の川内川まで各地の湖・海・川でみられるが、特に琵琶湖のエリは大型で高度に発達しており、琵琶湖の漁撈文化の象徴となっている。なお、各地での呼び名は様々であるが、エリの呼称は琵琶湖の他に三方五湖や巨椋池でもみられる。
以下、本記事では琵琶湖のエリについて記述する。

## 概要

エリの種類
右からヨシ帯の設置するハネコミ、内湖の入口に設置する江口エリ、沖に伸ばして設置する湖エリ（ズットイキ）

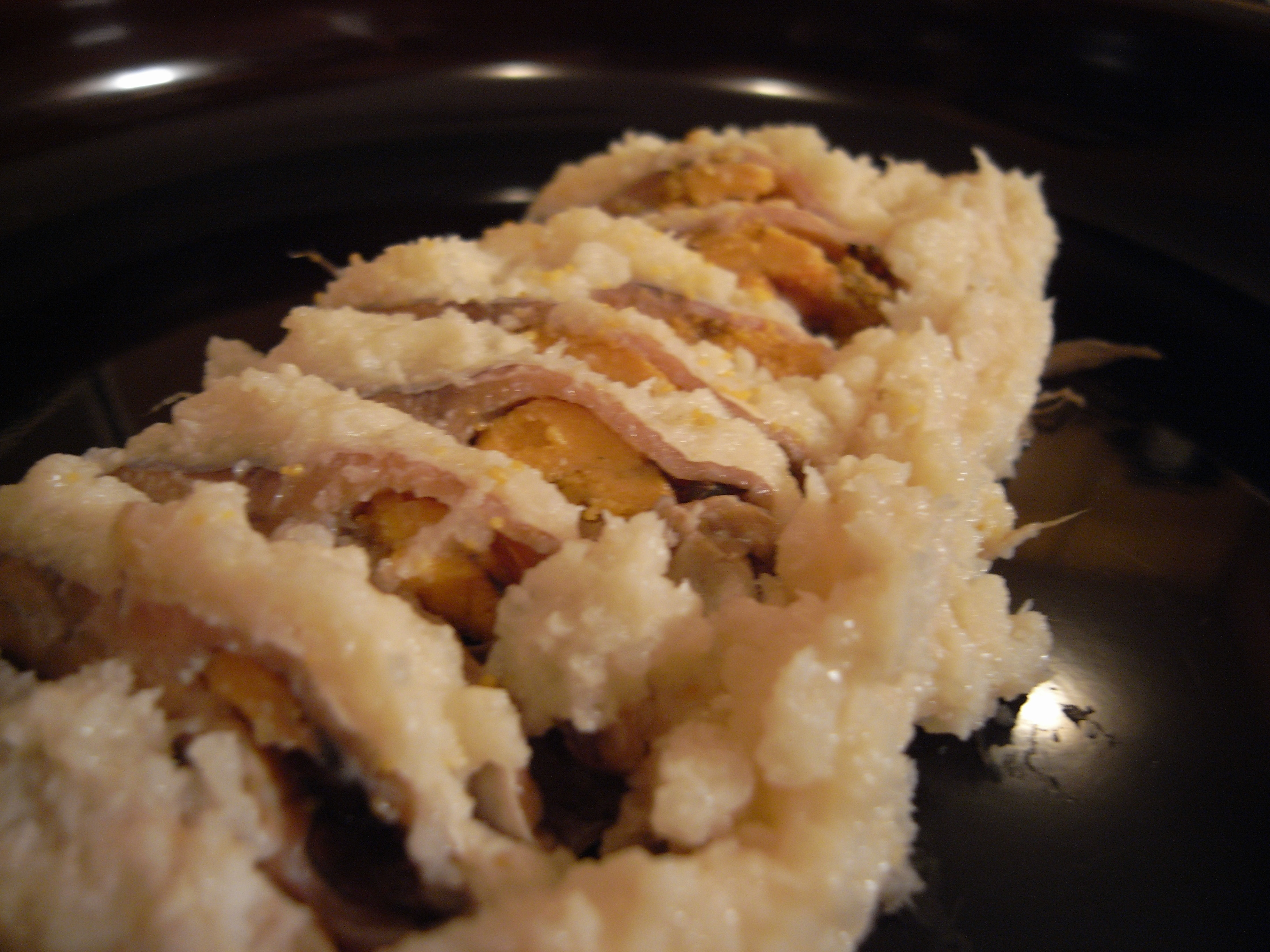
古くからエリで捕られたフナは鮒寿司に加工されたが、鮒寿司に適したフナは卵持ちである。

琵琶湖周辺には古来より淡水魚を食べる文化があったが、その漁業規模は小さく漁業者も半農半漁の家族経営で、俗に「オカズトリ」と呼ばれた。そうした生業から琵琶湖では農業の傍らできる「待ち漁法」が発達したが、エリ漁もその一つである。琵琶湖のエリは、湖岸から沖に張り出すように設置される「湖（うみ）エリ」と、河口部や内湖の入口に設置される「江口（えぐち）エリ」の2種があり、一般的には湖エリが知られている。
エリ漁の最盛期は3月から6月までだが、これは主な漁獲対象であるゲンゴロウブナとニゴロブナの産卵期にあたる。ゲンゴロウブナは沖合の表層、ニゴロブナは沖合の底近を生息域とするが、産卵期には湖岸のヨシ帯に向かう。これを捕らえるための初源的なエリはヨシ帯に設置されていたが、時代が降ると味がよい抱卵状態で捉えやすい沖へ徐々に延ばされ、長大な湖エリに発展していったと考えられている。
かつてのエリ漁は春のエリ建てから始まった。エリは割竹をシュロ紐やワラ紐で編んだ簀（す）によって造られ、その網目の広さにより荒目エリと細目エリの区別があった。荒目エリではフナを主としてコイ・ナマズを、細目エリはコアユを主にモロコ・エビ・イサザが漁獲対象である。現在は簀の代わりに網を用いており、ほとんどが細目エリである。また氷魚も対象となって、漁期は11月21日から8月10日までになり、その前にエリ建てが始まる。
エリを建てるのには、浅く穏やかで泥底質な場所が適している。特に琵琶湖の北湖と南湖を結ぶくびれた部分で盛んに行われ、大きく複雑なエリが建てられた。最も大きいエリは長さ700間（約1,300メートル）に及び、捕魚部を備える傘は数段重ねられ迷路状構造も複雑であった。
エリは水の流れが強くて壊れたり、逆に弱くて魚が逃げたりしないように流れを読んで建てる必要があり、その知識をもつ技術集団はエリ師と呼ばれた。エリ師のリーダーは棟梁と呼ばれるが、棟梁は最もエリ漁が盛んな守山市木浜（このはま）に多く、木浜は「エリの親郷（おやごう）」と呼ばれた。エリ師は昭和期に宍道湖や霞ヶ浦までエリ建てにいった記録が残っているが、こうした行為は古来から行われ琵琶湖のエリの技術が近畿地方から北陸地方まで広く伝播していったと考えられる。

## 構造と部分名称
1. ホーライ
2. カガミ
3. オボライ
4. コボライ
5. ツボ

1. オオナグチ
2. カガミナグチ
3. オボライナグチ
4. コボライナグチ
5. ツボナグチ

1. ハリス（ミチス）
2. セガワ
3. オオガタ
4. コガタ
5. ドウマル
6. ヒレ

湖エリ（ウチマタゲ）の部分名称
空間の名称：
ナグチ（入口）の名称：
簀の名称：

湖エリのウチマタゲを例にエリの構造を記述する。湖岸からほぼ直角にハリス（ミチス）を伸ばし、その先に傘と呼ばれる迷路構造がつく。ハリスは1㎞を超えることもあり傘は数段付けられる事もあった。傘は魚の出入り口となるナグチにより区分されて迷路状になる。ナグチの開き具合は魚の入りやすさ・出にくさに直結し、エリ師の秘伝であった。ナグチにより区分されるエリアにもそれぞれ名称があるが、最深部にあたる捕魚部をツボという。
最初期のヨシ帯に設けられたエリは、原始的な陥穽漁具のハネコミ型であったと考えられる。やがてハネコミ型の迷路状構造が複雑化されて江口エリへと発展した。一方でより深い場所でエリ漁が行われるようになり、長大なハリスを備えた釼エリが生まれ、やがて迷路状構造が複雑化して湖エリへと発展する。明治期には、ナグチが1段のズットイキから段数が増えるごとにカンス・ウチマタゲ・テンピン・カエシと呼ばれていた。現在のエリは最も単純なズットイキである。

## 歴史
倉田亨は、エリ漁と遼寧省の迷封漁業が類似していることから、3世紀から5世紀にかけて稲作と共に渡来した漁法と推測しているが論拠は明確ではない。確実な証拠が残るのは琵琶湖岸の赤野井湾遺跡で発掘された古墳時代のエリツボ跡で、原始的なエリはこの頃のヨシ帯で発生したと考えられる。
エリの名称の初見は平安時代中期である。10世紀の歌人曽禰好忠は「ささき津に 簀がきさほせり 春ごとに えりさす民の しわざならしも」と詠んでおり、この頃までにはエリ建ては春の風物詩として定着していたと考えられる。
13世紀から14世紀になると、エリの設置をめぐって周辺住民が争った記録が増え、エリ漁が湖岸の村々にとって不可欠な生業になったと考えられる。橋本道範は、中世のエリをめぐる争いの記録を根拠に、この頃に商品経済に耐えうる技術的画期があり湖エリへと発展したと推測している。
中世までのエリがどの様な構造であったのかは明らかではないが、近世初期になるとエリが絵図に描かれるようになる。1697年（元禄10年）の『安治須原堤論所絵図』にはハネコミが高度化した江口エリと、湖エリの初源的形態と思われる釼エリが描かれている。釼エリには湖エリのような傘はなく、160間にも及ぶ長く屈曲するハリスに補魚部のツボを付けた構造となっている。別の史料によると釼エリを「古来からのもの」と記しており、佐野静代は元禄以前から釼エリがあった可能性が高いとしている。
1798年（寛政10年）の絵図になると、一直線状のハリスと迷路構造を備えた傘をもつ湖エリが現れる。この時期にエリの構造が発展した理由は明らかではないが、佐野は大阪湾で用いられていた定置網「ます網」または「つぼ網」の影響があったと推測している。
これ以降エリは高度に複雑化していき、明治初頭に極致に達する。その理由について佐野は、1834年（天保5年）から1846年（弘化3年）まで木浜と堅田の間でエリをめぐって争いが起こった記録や、天保2年頃に瀬田川の浚渫により琵琶湖の水位が下がった事から、この時期の南湖で木浜のエリ師によりエリが高度に発展したと推測している。
1901年（明治34年）に旧漁業法が制定されると、エリは定置網に分類されて設置には免許が必要となり、その結果として慣行的行使者に占有権が与えられるようになった。占有権をもつのは地主や商人などの資本家で、零細漁師はエリ漁を行えなくなった。一方で木浜区には「地下（ジゲ）エリ」と呼ばれる区有の大エリがあり、これを設置する占有者は区に使用料を納めていた。この使用料は区費に充てられたほか、区民であれば誰でも受け取ることができた。
1951年（昭和26年）に新漁業法が制定されると、漁業権は国に買い上げられて漁業組合の申請に応じて許可される制度となった。エリの設置は各漁協の使用規定に依るが、規模によって共同経営が義務付けられたり、あるいは継続して独占することが出来なくなった。現在のエリは漁業権を保有する漁業組合の組合員数名で運営されるが、農家が組合員になることはできない。
時代が降るとエリは、竹竿と竹簀から塩ビパイプと網に変わり、効率よく魚がツボに集まるようになった。そのためエリの構造は単純化されてエリ建ての技術も必要なくなり、エリ師への依頼も行われなくなる。昭和40年代から50年代（1965年から1975年頃）にかけて琵琶湖のアユは全国に放流されるようになり、氷魚を取るエリ漁が盛んに行われた。その後、エリに入る魚にブラックバスやブルーギルなどの外来魚が多くなり、エリ漁は急速に衰退している。
2006年（平成18年）には、エリ漁を含む琵琶湖の伝統的漁法が未来に残したい漁業漁村の歴史文化財産百選に選ばれ、2022年（令和4年）には、エリ漁を含めた琵琶湖と共生する農林水産業「琵琶湖システム」が、世界農業遺産に認定された。